# 156. rezervní divize (Wehrmacht)
156. rezervní divize (německy 156. Reserve-Division) byla pěší divize německé armády (Wehrmacht) za druhé světové války.

## Historie
Divize byla založena 5. října 1942. Od 12. února 1943 byla divize umístěna u města Ardres. 1. října 1944 byla 156. rezervní divize přeskupena a přejmenována na 47. pěší divizi.